# Сімба
Сі́мба (англ. Simba, суахілі: Лев) — головний протагоніст популярного діснеївського мультфільму Король Лев, що вийшов на кіностудії 1994 року. У фільмі Сімбу озвучували актори: Джонатан Тейлор Томас (маленький Сімба) та Меттью Бродерік (дорослий Сімба), пісні виконували: Джейсон Вівер (маленький Сімба) та Джозеф Вільямс (дорослий Сімба). Крім оригінального мультфільму, образ Сімби з'являється і в безлічі інших офіційних і фанатських творах всесвіту «Короля Лева». Сімба — син Короля Лева Муфаси і королеви Сарабі, племінник Скара. Сімба в дитинстві тямуще і цікаве левеня, через що потрапляє в неприємності. Дорослий Сімба відповідальніший, у нього буро-руда грива і золотисто-жовтий колір шерсті.

## Родовід Сімби
- Аскарі, Король Лев
  -  Шрам, Король Лев
  -  Муфаса, Король Лев
    -  Сімба, Король Лев

## Інші появи
- Король Лев 2: Гордість Сімби
- Збірка казок для дітей The Lion King: Six New Adventures (Король Лев: Шість нових пригод) (1994)
- Епізодично в мультсеріалі Король Лев: Тімон і Пумба (1995–1999).
- Король-лев 3: Хакуна матата (2004), в якому Сімба в одному з епізодів показаний в підлітковому віці.
- Мультиплатформенна гра The Lion King (1994)
- Збірник розвиваючих ігор для дітей (PC) Disney's Lion King Activity Center (1995)
- На PlayStation і Game Boy Color — The Lion King: Simba's Mighty Adventure (2000)
- На PlayStation 2 — Kingdom Hearts (2002)
- На PlayStation 2, X-Box, Nintendo Game Cube і Game Boy Advance — Disney's Extreme Skate Adventure (2003)
- На Game Boy Advance — Kingdom Hearts: Chain of Memories (2004)
- На PlayStation 2 — Kingdom Hearts II (2005)
- На PlayStation 2 — Kingdom Hearts Re:Chain of Memories (2007)
- На Nintendo DS — Disney Friends (2007)
- У деяких сценах з мультсеріалу «Мишачий дім»